# Georgetown (Massachusetts)
Pour les articles homonymes, voir Georgetown.
Georgetown est une ville du Massachusetts, située dans le comté d'Essex.

## Personnalités liées à la commune
- Jenny Thompson, championne olympique de natation ayant vécu dans la ville de 1973 au début des années 1980.
- Terry O'Reilly, joueur de hockey des Bruins de Boston.
- John Updike, romancier américain ayant vécu au 58 West Main Street de 1976 à 1982.
- Paul Harding, romancier américain